# Tom et Jerry en Grèce
Pour plus de détails, voir Fiche technique et Distribution.
Tom et Jerry en Grèce (It's Greek to Me-ow!) est le 117e court métrage d'animation de la série américaine Tom et Jerry réalisé par Gene Deitch, sorti le 7 décembre 1961.